# Palaeofurius
Palaeofurius is een geslacht van wantsen uit de familie van de Miridae (Blindwantsen). Het geslacht werd voor het eerst wetenschappelijk beschreven door Karl Alfred Poppius in 1912.

## Soorten
Het genus bevat de volgende soorten:

- Palaeofurius cyclopensis Carvalho, 1981
- Palaeofurius nigroemboliatus Carvalho, 1981
- Palaeofurius sagittatus Poppius, 1912